# 8000미터 봉우리

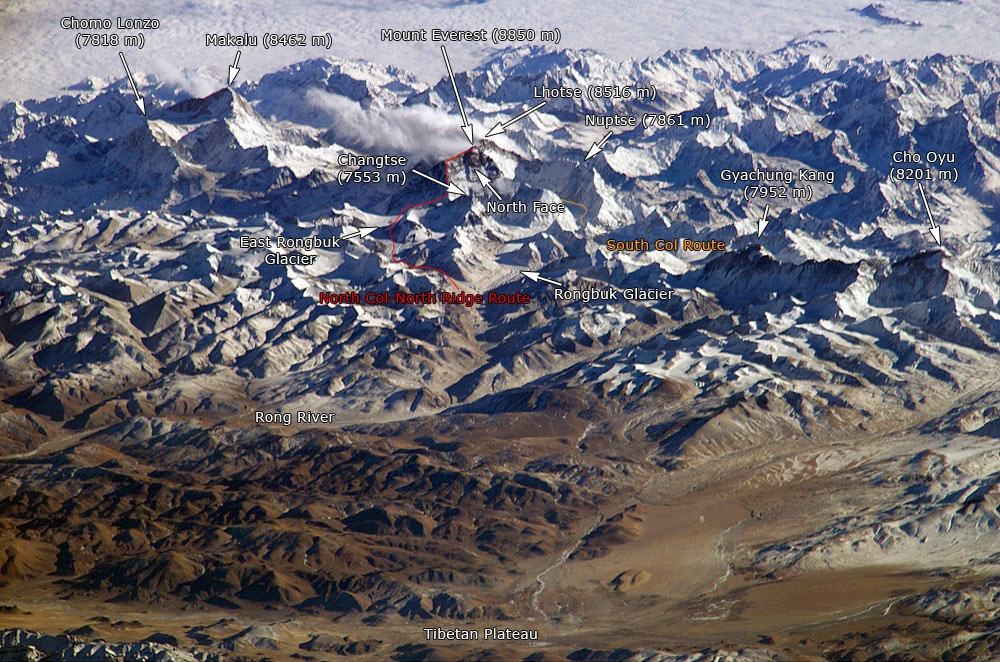
히말라야산맥의 고봉

8000미터 봉우리(영어: eight-thousanders)는 지구상에서 해발 8,000미터가 넘는 14개 봉우리를 말하며, 모두 히말라야산맥과 카라코람산맥에 위치하며 이를 14좌(座)라고 한다. 여기서 좌는 높은 산봉우리를 세는 단위이다. 14좌 외에 8,000미터가 넘으면서도 주봉과 산줄기가 같아 위성봉으로 분류되는 얄룽캉산(8,505m)과 로체샤르산(8,400m)를 더해 16좌라고 부르는 사람도 간혹 있으나 "좌"는 별자리의 항성(위성에 대비하여는 행성)이며 '위성봉'은 말 그대로 위성의 지위에 있기 때문에 16좌라는 것은 존재하지 않는다.
14좌는 봉우리의 높이에 따라 구분한 것이 아니라, 세계지리학회 등에서 면밀히 조사하여 구분한 '산군'의 분포에 따라 14개의 산군의 각 '주봉'에 붙여진 것으로 임의로 추가할 수 없다.
8000미터가 넘는 산 중에 처음으로 등반에 성공한 곳은 안나푸르나 1봉으로, 1950년 6월 3일 프랑스의  모리스 에르조그와 루이 라슈날이 등반에 성공했다.
처음으로 전체 14개 봉을 모두 등반한 사람은 이탈리아의 산악인 라인홀트 메스너로 1986년 10월 16일 완등에 성공했다. 1년 후인 1987년에는 폴란드의 예지 쿠쿠츠카가 두 번째로 완등에 성공했다. 메스너는 전체 14개 봉을 모두 산소의 도움 없이 무산소로 등정에 성공했다. 메스너의 완등 9년 후인 1995년, 에르하르트 로레탕이 두 번째로 무산소 완등에 성공했다. 대한민국에서는 박영석이 2001년 7월 22일 14좌를 처음 완등했다 2007년에는 엄홍길이 위성봉을 포함한 세계 최초로 16좌를 완등했다. 2013년에는 김창호가 한국인 최초로 무산소 14좌 완등에 성공했다.
여성으로서 처음으로 14좌 완등에 성공한 것은 2010년 4월 27일 대한민국의 오은선이나, 칸첸중가의 등정 성공에 논란이 있어 대한산악연맹 등은 칸첸중가의 등반을 인정하지 않았다. 오은선과 경쟁하던 스페인의 에두르네 파사반은 2010년 5월 17일 14좌 완등에 성공했다. 2011년 8월, 오스트리아의 게를린데 칼텐브루너는 여성으로서는 오은선 다음 2번째로 14좌 무산소 완등에 성공했다.

## 8000미터 봉우리 목록
| 봉우리         | 높이   | 위치          | 최초 등정        | 최초 등정자                                                                   | 최초 겨울 등정   | 최초 겨울 등정자 | 등정  | 사망 | 사망률 |
| -------------- | ------ | ------------- | ---------------- | ----------------------------------------------------------------------------- | ---------------- | --- | ----- | ---- | ------ |
| 에베레스트산   | 8,848m | 중국 네팔     | 1953년 5월 29일  | 에드먼드 힐러리 텐징 노르가이                                                 | 1980년 2월 17일  | 크시슈토프 비엘리츠키 레셰크 치히 | 5,656 | 223  | 3.8%   |
| K2             | 8,613m | 중국 파키스탄 | 1954년 7월 31일  | 아킬레 콤파뇨니 리노 라체델리                                                 | 2021년 1월 16일  | 니르말 푸르자 님스다이 푸르자 다와 텐지 셰르파 밍마 G. 다와 템바 셰르파 펨 치리 셰르파 밍마 데이비드 셰르파 밍마 텐지 셰르파 겔제 셰르파 | 306   | 81   | 22.8%  |
| 칸첸중가산     | 8,586m | 네팔 인도     | 1955년 5월 25일  | 조지 밴드 조 브라운                                                           | 1986년 1월 11일  | 크시슈토프 비엘리츠키 예지 쿠쿠츠카 | 283   | 40   | 12.7%  |
| 로체산         | 8,518m | 네팔 중국     | 1956년 5월 18일  | 프리츠 루흐징거 에른스트 라이스                                               | 1988년 12월 31일 | 크시슈토프 비엘리츠키 | 461   | 13   | 2.8%   |
| 마칼루산       | 8,465m | 네팔 중국     | 1955년 5월 15일  | 장 쿠지 리오넬 테레                                                           | 2009년 2월 9일   | 시모네 모로 데니스 우르브코 | 361   | 31   | 8.2%   |
| 초오유산       | 8,203m | 네팔 중국     | 1954년 10월 19일 | 제프 외힐러 파상 다와 라마 헤레베르트 티히                                    | 1985년 2월 12일  | 마쳬이 베르베카 마쳬이 파브리코프스키 | 3,138 | 44   | 1.4%   |
| 다울라기리 1봉 | 8,169m | 네팔          | 1960년 5월 13일  | 쿠르트 딤베르거 페터 디너 나왕 도르제 니마 도르제 에른스트 포러 알빈 셸베르트 | 1985년 1월 21일  | 안제이 초크 예지 쿠쿠츠카 | 448   | 69   | 13.6%  |
| 마나슬루산     | 8,165m | 네팔          | 1956년 5월 9일   | 이마니시 도시오 갈첸 노르부                                                   | 1984년 1월 12일  | 마쳬이 베르베카 리샤르드 가예프스키 | 661   | 65   | 9.0%   |
| 낭가파르바트산 | 8,128m | 파키스탄      | 1953년 7월 3일   | 헤르만 불                                                                     | 2016년 2월 26일  | 시모네 모로 무하마드 알리 사드파라 알렉스 특시콘                                                                                         | 335   | 68   | 17.2%  |
| 안나푸르나 1봉 | 8,092m | 네팔          | 1950년 6월 3일   | 모리스 에르조그 루이 라슈날                                                   | 1987년 2월 3일   | 예지 쿠쿠츠카 아르투르 하이제르 | 191   | 61   | 25.1%  |
| 가셔브룸 1봉   | 8,070m | 중국 파키스탄 | 1958년 7월 5일   | 앤드류 카프먼 피터 쇠닝                                                       | 2012년 3월 9일   | 아담 비에레츠키 야누시 고와프 | 334   | 29   | 8.1%   |
| 브로드피크산   | 8,048m | 중국 파키스탄 | 1957년 6월 9일   | 헤르만 불 쿠르트 딤베르거 마쿠스 슈무크 프리츠 윈터스텔러                     | 2013년 3월 5일   | 마쳬이 베르베카 아담 비에레츠키 토마시 코발스키 아르투르 마웨크                                                                          | 404   | 21   | 5.0%   |
| 가셔브룸 2봉   | 8,036m | 중국 파키스탄 | 1956년 7월 8일   | 프리츠 모라페크 요제프 라르히 한스 빌렌파르트                                 | 2011년 2월 2일   | 시모네 모로 데니스 우르브코 코리 리차즈                                                                                                  | 930   | 21   | 2.2%   |
| 시샤팡마산     | 8,027m | 중국          | 1964년 5월 2일   | 쉬징 장쥔옌 왕푸저우 천산 청톈량 우쭝웨 쒀난둬지 니마짜시 둬지 윈덩           | 2005년 1월 14일  | 표트르 모라프스키 시모네 모로 | 302   | 25   | 7.7%   |

## 8000미터 14봉 완등에 성공한 사람
| 순서 | 무산소 등반 (순서) | 이름                  | 기간      | 국적           |
| ---- | ------------------ | --------------------- | --------- | -------------- |
| 1    | 1                  | 라인홀트 메스너       | 1970-1986 | 이탈리아       |
| 2    |                    | 예지 쿠쿠츠카         | 1979-1987 | 폴란드         |
| 3    |                    | 에라르 로레탕         | 1982-1995 | 스위스         |
| 4    | [ 3 ]              | 카를로스 카르솔리오   | 1985-1996 | 멕시코         |
| 5    |                    | 크시슈토프 비엘리츠키 | 1980-1996 | 폴란드         |
| 6    | 3                  | 후아니토 오아르사발   | 1985-1999 | 스페인         |
| 7    |                    | 세르지오 마르티니     | 1976-2000 | 이탈리아       |
| 8    |                    | 박영석                | 1993-2001 | 대한민국       |
| 9    |                    | 엄홍길                | 1988-2001 | 대한민국       |
| 10   |                    | 알베르토 이누라테기   | 1991-2002 | 스페인         |
| 11   |                    | 한왕용                | 1994-2003 | 대한민국       |
| 12   | 5                  | 에드 비에스터         | 1989-2005 | 미국           |
| 13   | 6                  | 실비오 몬디넬리       | 1993-2007 | 이탈리아       |
| 14   | 7                  | 이반 발레호           | 1997-2008 | 에콰도르       |
| 15   | 8                  | 데니스 우르브코       | 2000-2009 | 카자흐스탄     |
| 16   |                    | 랄프 두이모피츠       | 1990-2009 | 독일           |
| 17   | 9                  | 베이카 구스타프손     | 1993-2009 | 핀란드         |
| 18   |                    | 앤드류 록             | 1993-2009 | 오스트레일리아 |
| 19   | 10                 | 주앙 가르시아         | 1993-2010 | 포르투갈       |
| 20   |                    | 피오트르 푸스텔니크   | 1990-2010 | 폴란드         |
| 21   |                    | 에두르네 파사반       | 2001-2010 | 스페인         |
| 22   |                    | 아벨레 블란크         | 1992-2011 | 이탈리아       |
| 23   |                    | 셰르파 닝마           | 2000-2011 | 네팔           |
| 24   | 11                 | 게를린데 칼텐브루너   | 1998-2011 | 오스트리아     |
| 25   |                    | 바실리 피초프         | 2001-2011 | 카자흐스탄     |
| 26   | 12                 | 막수트 주마예프       | 2001-2011 |                |
| 27   |                    | 김재수                | 2000-2011 | 대한민국       |
| 28   | 13                 | 마리오 판체리         | 1988-2012 | 이탈리아       |
| 29   |                    | 다케우치 히로타카     | 1995-2012 | 일본           |
| 30   |                    | 셰르파 창 다와        | 2001-2013 | 네팔           |
| 31   | 14                 | 김창호                | 2005-2013 | 대한민국       |
|      |                    | 김홍빈                |           | 대한민국       |

### 논란이 있는 완등 주장자
| 이름                  | 기간      | 불확실한 등반   | 국적       |
| --------------------- | --------- | --------------- | ---------- |
| 파우스토 데 스테파니  | 1983-1998 | 1997년 로체     | 이탈리아   |
| 앨런 힝크스           | 1987-2005 | 1990년 초오유   | 영국       |
| 블라디슬라우 테르지울 | 1993-2002 | 2000년 시샤팡마 | 우크라이나 |
| 카를로스 파우네르     | 2001-2013 | 2012년 시샤팡마 | 스페인     |

## 사진

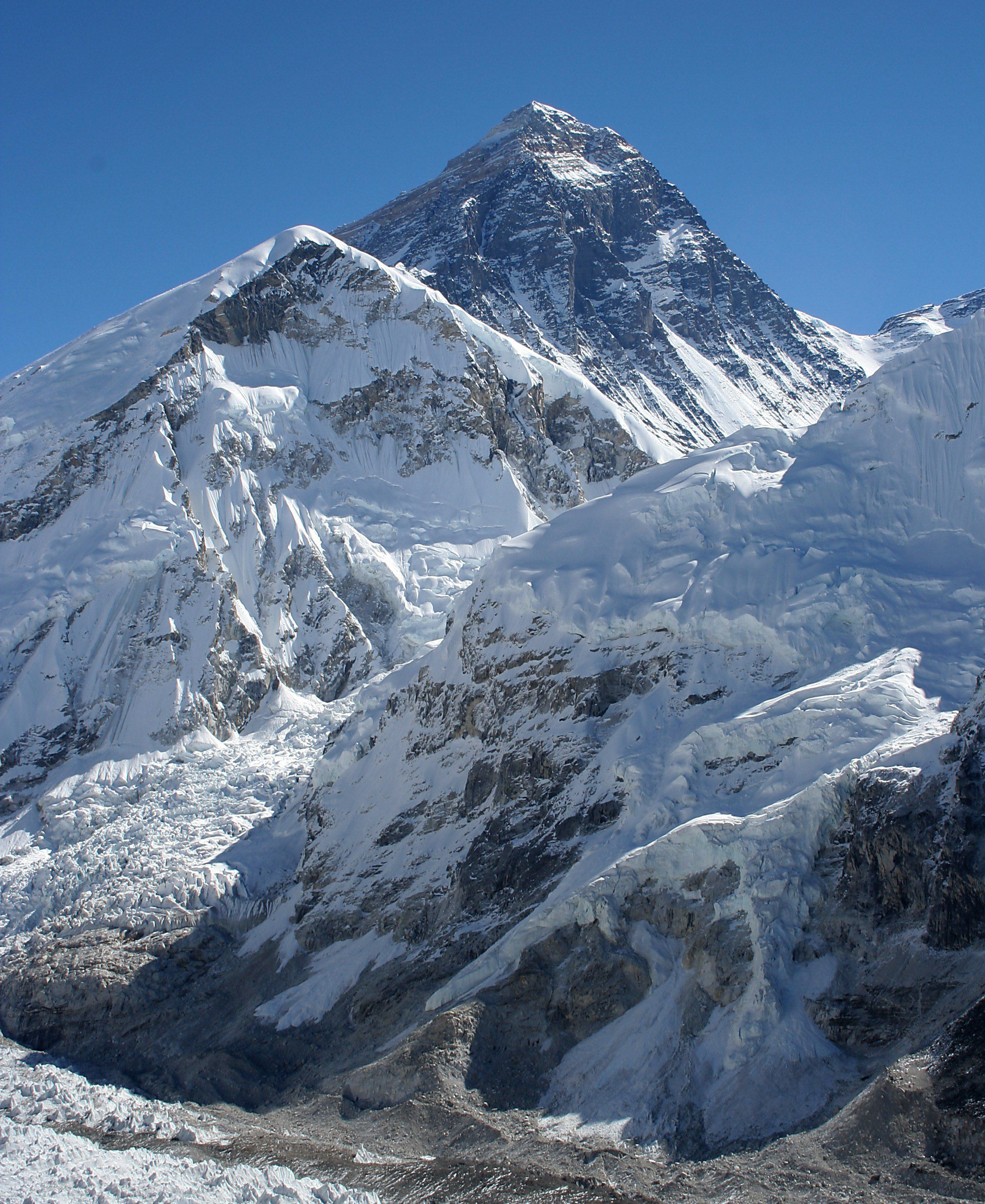
에베레스트산
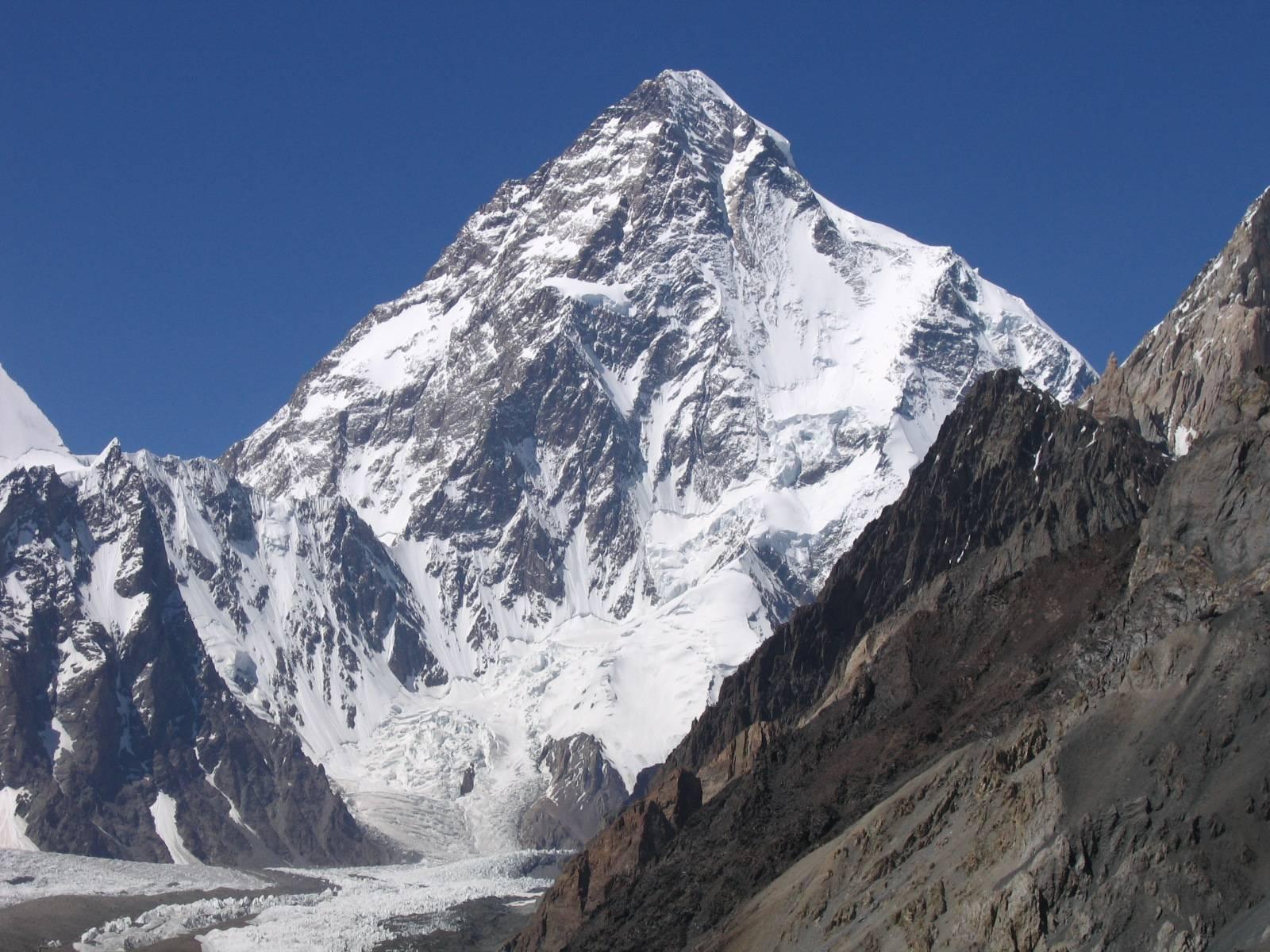
고드윈오스턴산(K2)
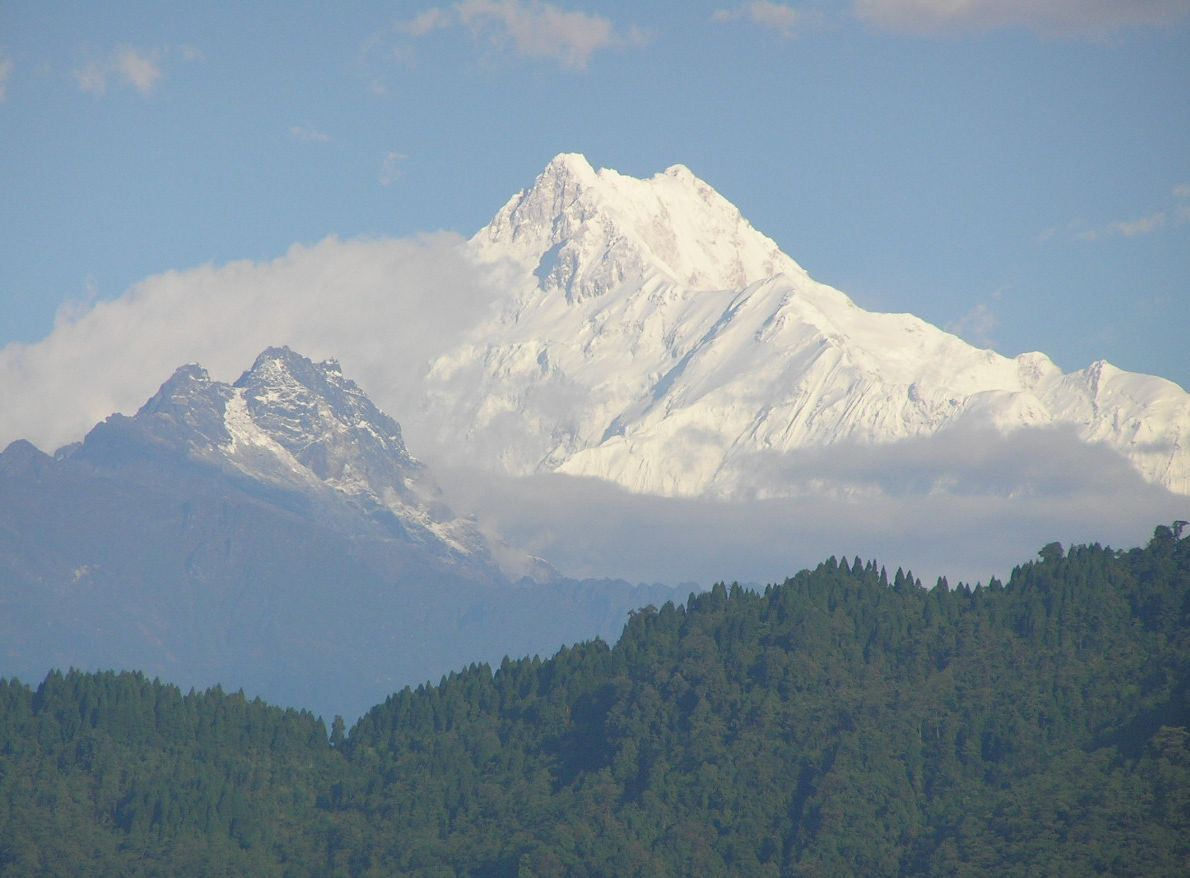
칸첸중가산
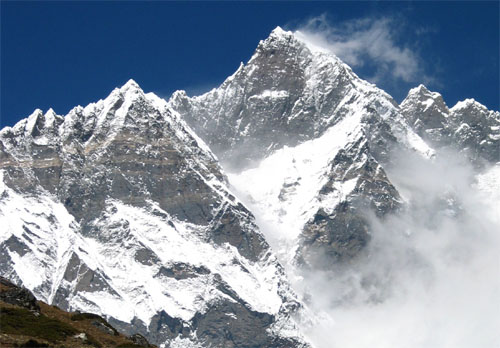
로체산
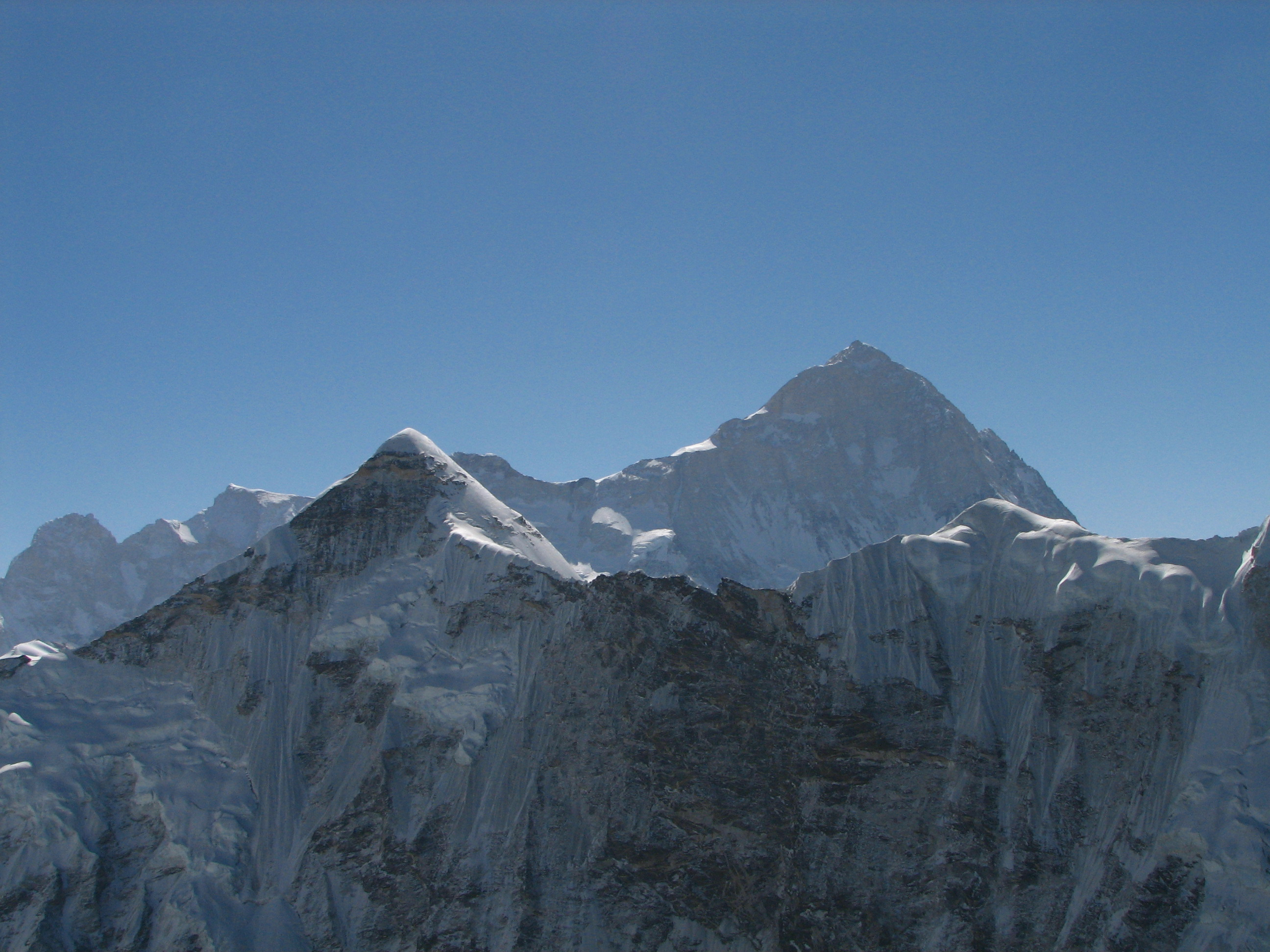
마칼루산
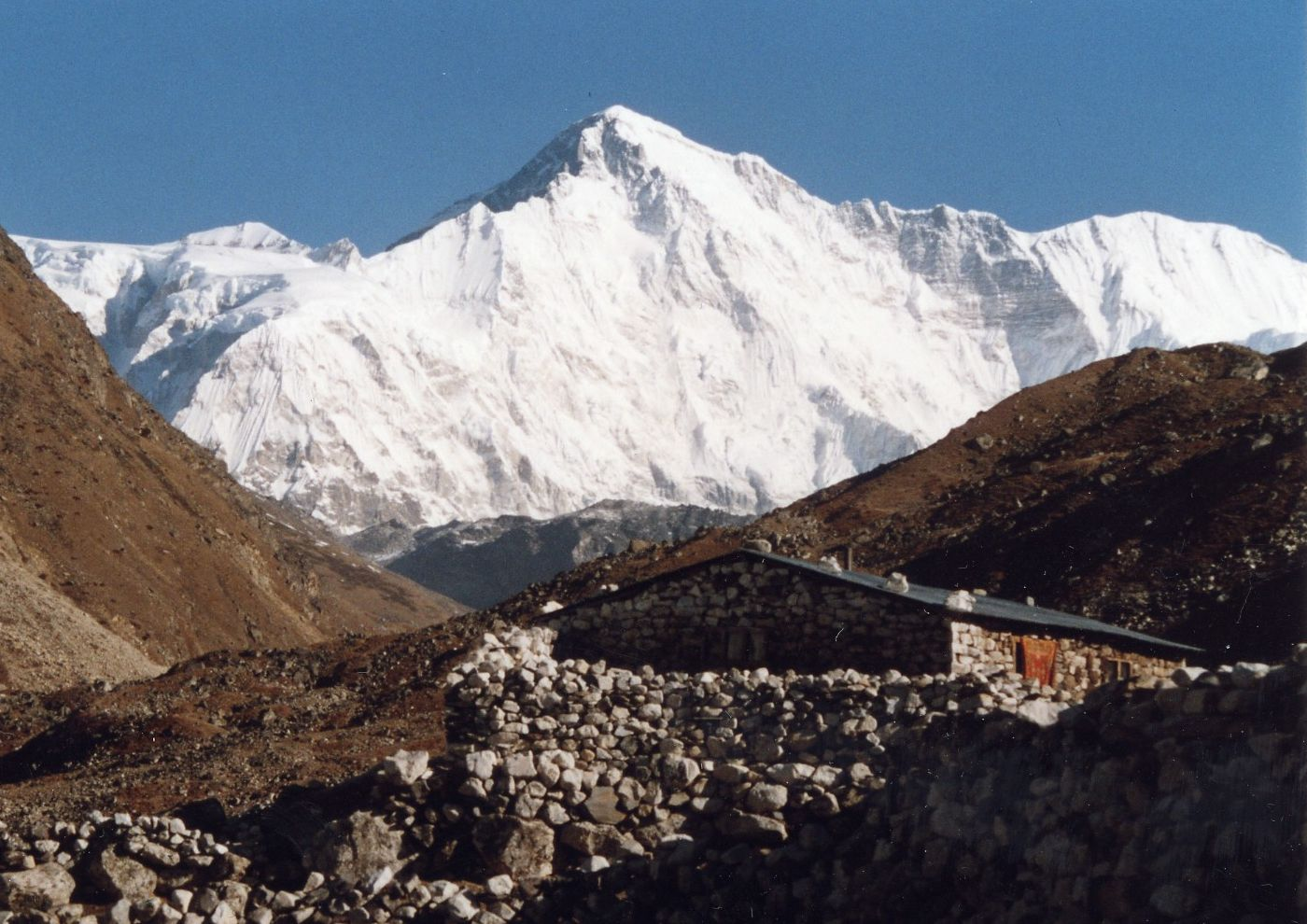
초오유산
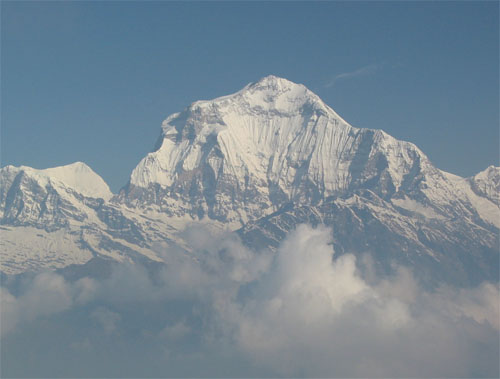
다울라기리 1봉
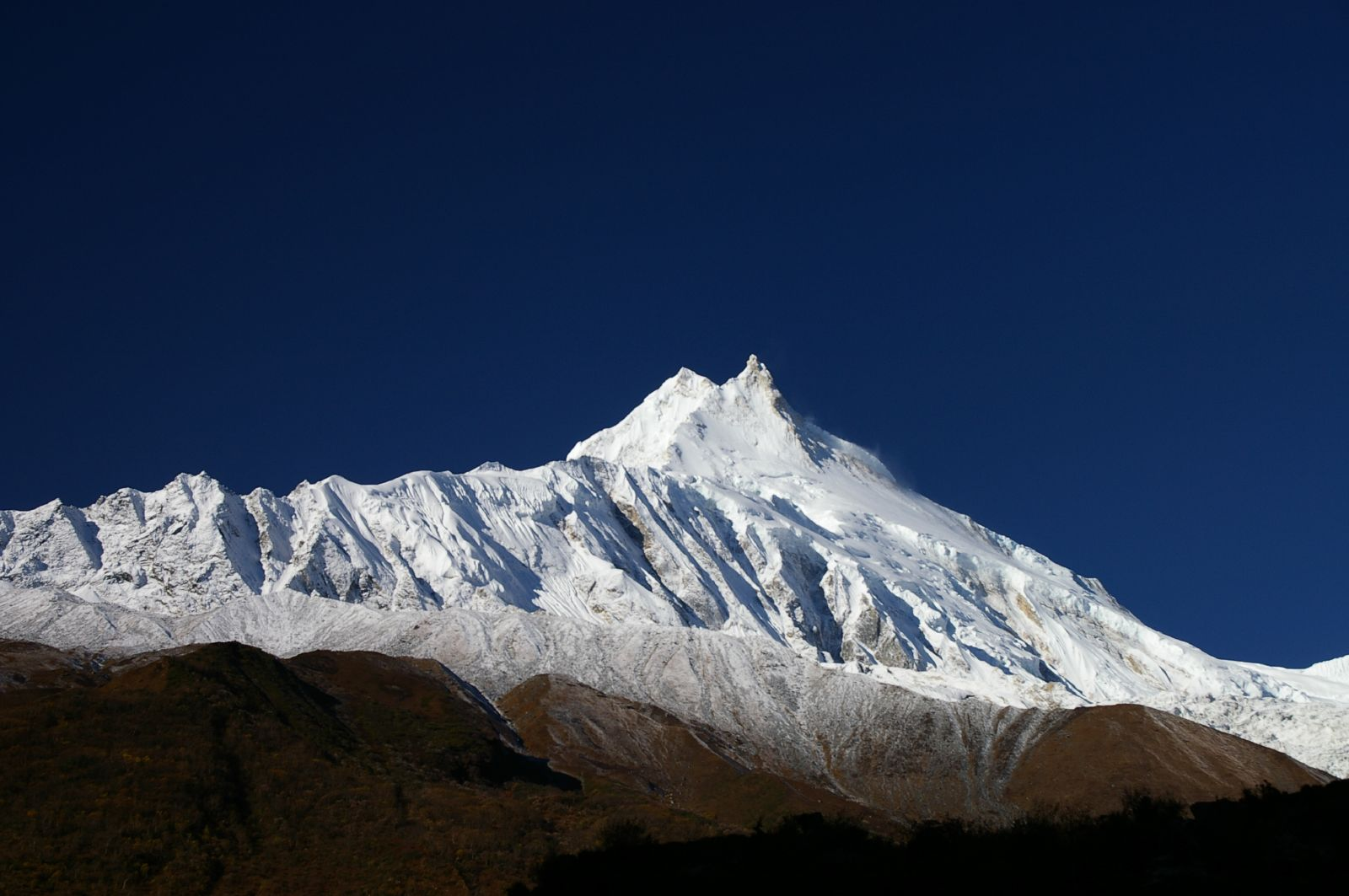
마나슬루산
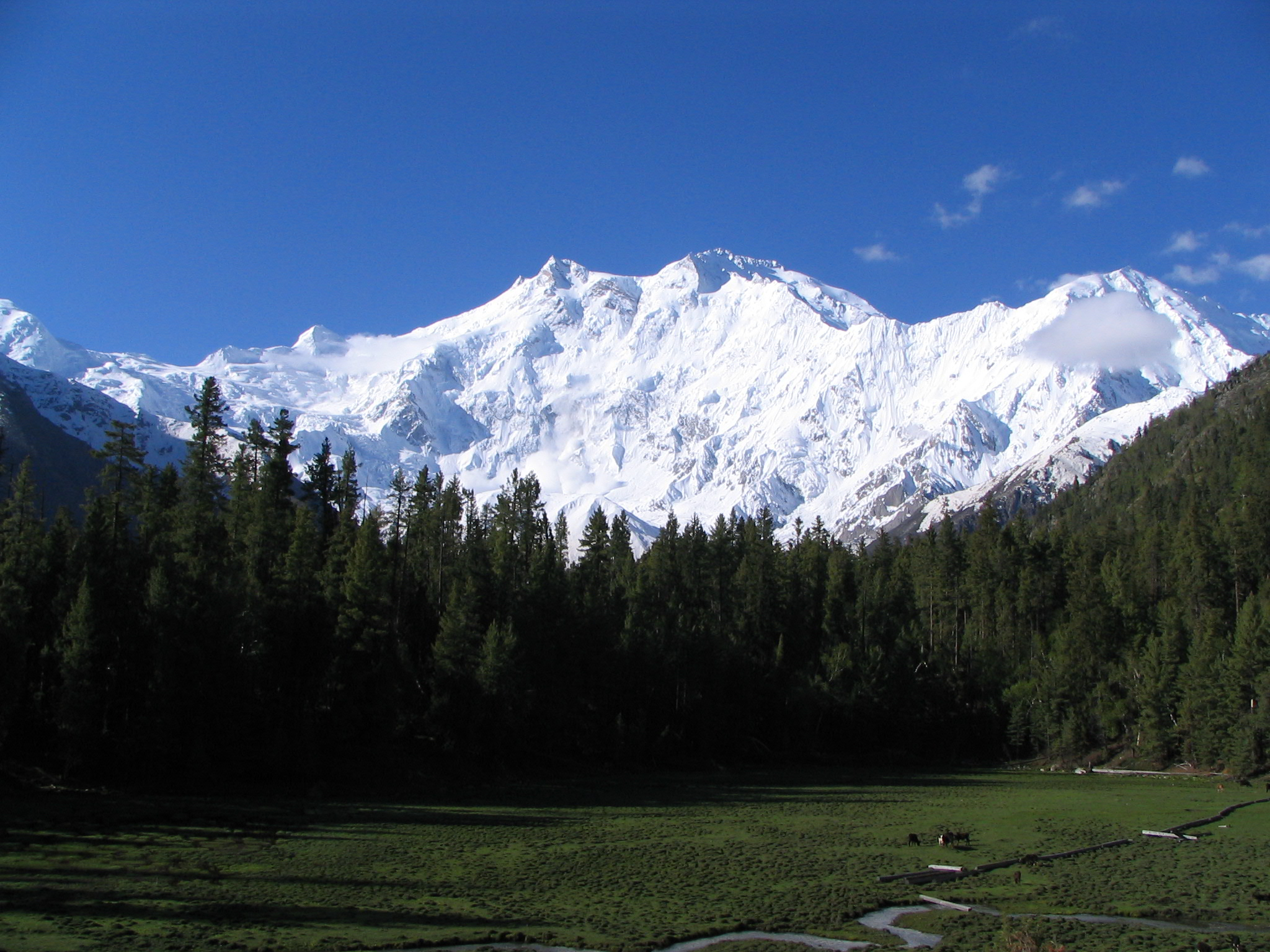
낭가파르바트산
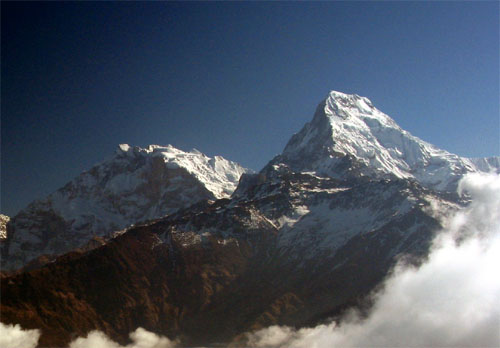
안나푸르나 1봉
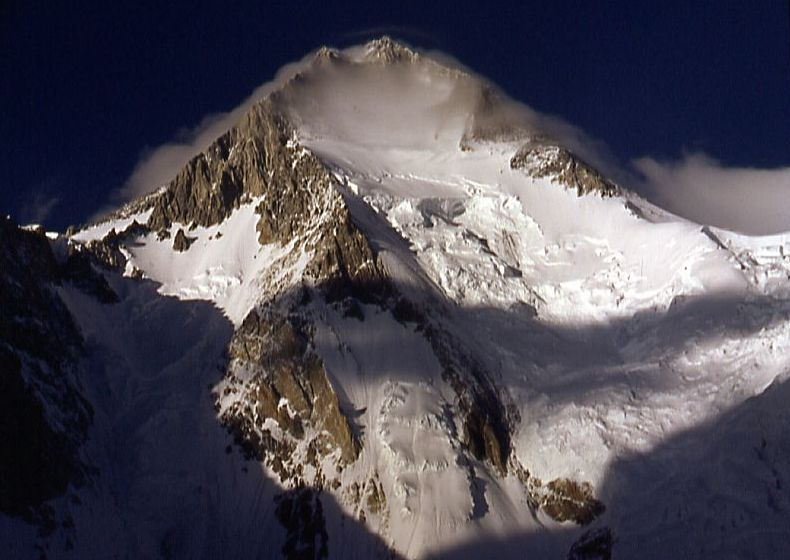
가셔브룸 1봉
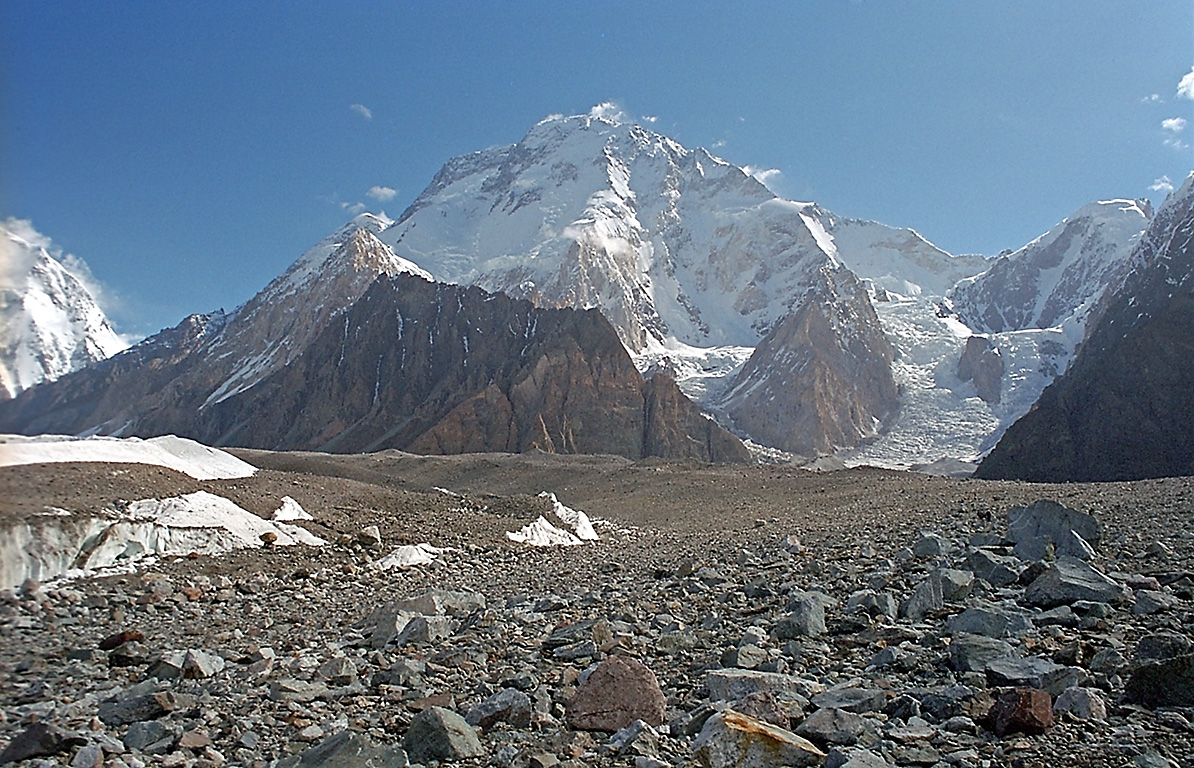
브로드피크산
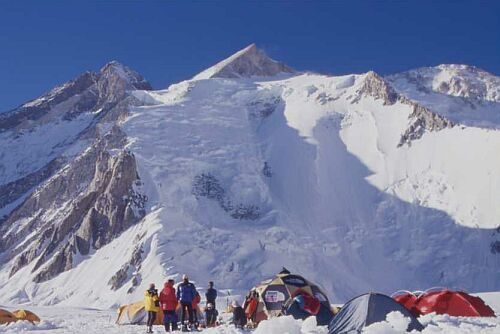
가셔브룸 2봉
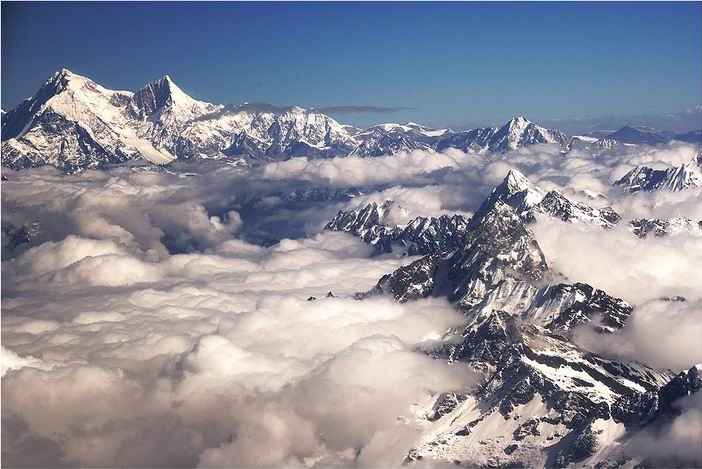
시샤팡마산

## 같이 보기
- 7대륙 최고봉
- 삼극 도전
- 탐험가 그랜드슬램 또는 모험가 그랜드슬램